# В некотором царстве…
«В некотором царстве…» — советский рисованный мультфильм, который создали в 1957 году режиссёры Иван Иванов-Вано и Михаил Ботов на киностудии «Союзмультфильм» по мотивам русской народной сказки «По щучьему веленью».

## Сюжет
В деревенской избе жил Емеля вместе со своей престарелой матерью. Однажды он отправился к проруби за водой, и ему попалась щука. Она попросила отпустить её к деткам, и Емеля выпустил щуку обратно в речку. За это она пообещала исполнять любые его желания. Достаточно сказать: «По щучьему велению, по моему хотению!» Главный герой заставил вёдра пойти домой, чтобы вода не расплескалась.
А в это время в царском дворце царь Горох сообщил своей дочери, Марье-царевне, о готовящейся свадьбе. Тогда к царю приезжал заморский принц, чтобы посвататься за его дочь. Тем временем упросила мать как раз Емелю поехать в лес за дровами, и последний согласился сделать это. Поэтому он, сказав заклинание «По щучьему велению, по моему хотению!», на санях поехал за дровами. Но, по случайности, он по дороге не только удивил и распугал прохожих, но и снёс крышу с чужой избы. Также он наехал на карету, в которой находились принц и его советник, и те даже не услышали его предупреждение «Берегись!».
Карета вместе со всеми пассажирами и экипажем опрокинулась на землю. Но когда принц начал ругаться из-за Емели, последний уже давно уехал. Прибыв к царю, принц дождался встречи с царевной, и тогда начался танец.
В это время Емеля нашёл в санях случайно выпавший из кареты принца портрет прекрасной царевны и пожелал, чтобы она обязательно полюбила его. Марья тут же упала в обморок и, очнувшись, сказала, что любит другого. За это царь приказал запереть её в башне до тех пор, пока та не признается, кому именно она покорна. После этого он узнал об обидчике принца и велел своему главному генералу привести Емелю во дворец, пригрозив за неподчинение лишить не только медалей, но и головы. Прибыл генерал к Емеле и приказал отправляться к царю, но по волшебству барабанные палочки его же барабанщика стали бить его (то есть генерала) по голове.
Вылетев из дома, генерал велел барабанщику заставить Емелю выполнить царский приказ, или тот останется без барабана и без головы. Пожалел Емеля барабанщика и приехал на самоходной печи к дворцу. Царь разгневался и велел посадить Емелю в башню, но та уже была занята Марьей-царевной. Тогда царь приказал Марье спуститься и выйти к тому, кого она любит. Но каково было удивление царя, когда он увидел, что его дочь выбрала крестьянского сына, а не заморского принца!
Из-за этого принц разгневался и, уезжая, объявил войну государству. Он приказал своим солдатам нападать, но Емеля, благодаря заклинанию, победил всё вражеское войско. Потом царь спасся бегством, а Емеля и Марья-царевна зажили счастливой жизнью.

## Создатели
- Сценарий: Николая Эрдмана
- Режиссёр-постановщик: Иван Иванов-Вано
- Режиссёр: Михаил Ботов
- Художник-постановщик: Перч Саркисян
- Ассистенты художника: Гелий Аркадьев[a], Светозар Русаков[b], Лидия Модель[c]
- Композитор: Юрий Никольский
- Оператор: Михаил Друян
- Звукооператор: Георгий Мартынюк
- Художники-мультипликаторы:
  - Борис Дёжкин
  - Геннадий Новожилов
  - Борис Бутаков
  - Лидия Резцова
  - Вадим Долгих
  - Вячеслав Котёночкин
  - Фёдор Хитрук
  - Константин Чикин
  - Владимир Крумин
  - Виктор Лихачёв
  - Роман Качанов
  - Владимир Пекарь
  - Елена Хлудова
- Художники-декораторы:
  - Ирина[источник не указан 343 дня] Кускова
  - Дмитрий Анпилов
  - Ольга Геммерлинг (в титрах — О. Гемерлинг)
  - Пётр Коробаев
  - Константин Малышев[d]
- Ассистенты режиссёра: Е. Туранова, Галина[источник не указан 343 дня] Любарская
- Монтажёр: А. Фирсова
- Роли озвучивали:
  - Серафим Аникеев — царь Горох[источник не указан 343 дня]
  - Вера Орлова — Марья-царевна[источник не указан 343 дня]
  - Мария Бабанова — щука[источник не указан 343 дня]
  - Владимир Гуляев — Емеля[источник не указан 343 дня]
  - Георгий Вицин — заморский принц / дьяк[источник не указан 343 дня]
  - Лев Потёмкин — генерал[источник не указан 343 дня]
  - Григорий Шпигель — советник заморского принца[источник не указан 343 дня]
  - Георгий Милляр — барабанщик[источник не указан 343 дня]
  - Владимир Грибков — рассказчик (в титрах не указан)[источник не указан 343 дня]

## Награды
- 1958 — Первая премия за лучший анимационный фильм — XI МКФ в Карловых Варах.
- 1958 — Первая премия по разделу мультипликационных фильмов — ВКФ.

Режиссёр Иван Иванов-Вано удостоен:
- Государственная премия РСФСР имени братьев Васильевых (1970) — за мультипликационные фильмы «В некотором царстве» (1957), «Левша» (1964), «Времена года» (1969)[8].

### Комментарии
1. ↑  Имя и отчество уточнены по персональной странице на сайте Аниматор.ру[3].
2. ↑  Имя и отчество уточнены по персональной странице на сайте Аниматор.ру[4].
3. ↑  Имя и отчество уточнены по персональной странице на сайте Аниматор.ру[5].
4. ↑  Имя уточнено по воспоминаниям Кирилла Малянтовича в журнале «Киноведческие записки» и их анонсу на сайте Аниматор.ру, отчество уточнено по комментариям Бородина к воспоминаниям Малянтовича[6][7].